# Радошиці (Підкарпатське воєводство)
Радошиці (пол. Radoszyce) — лемківське село в Польщі, у гміні Команча Сяноцького повіту Підкарпатського воєводства. Населення — 172 особи (2011).

## Розташування
Розташоване в південно-східній частині Польщі, у східній частині Низьких Бескидів поблизу їхнього стику з пасмом Західніх Бещад, у долині потока Радошанка (пол. Radoszanka) при впадінні до Ославиці, 4 кілометри на південь від Команчі, при кордоні зі Словаччиною. У 1990-их роках через Радошицький перевал збудували автошлях та відкрили пункт пропуску Радошиці—Полата, у напрямку на Меджилабірці.

## Історія
Уперше згадується в 1361 році.
Село згадується у грамоті 25 березня (4 квітня за новим стилем) 1441 року — королева Софія дозволяє Яковцю Волоху закріпачити село Радошиці.
У 1868 р. збудовано дерев'яну церкву св. Димитрія.
У 1918—1919 роках село разом з іншими 33 селами увійшло до складу Команчанської Республіки.
У 1921 році село нараховувало 162 хат та 981 осіб, з яких
- греко-католики — 910,
- євреї — 41,
- римо-католики — 31.

У 1939 р. в селі було переважно українське (лемківське) населення: з 1230 жителів села — 1150 українців, 45 поляків і 35 євреїв.
До виселення українців у 1945 з Польщі до УРСР та депортації в 1947 році в рамках акції Вісла у селі була греко-католицька парафія Лупківського деканату, до якої належало також село Ославиця.
У 1975—1998 роках село належало до Кросненського воєводства.

## Культурні пам'ятки
У центрі села на пагорбі знаходиться дерев'яна церква св. Дмитра з 1868 року, яку зараз використовують як римо-католицький костел. Всередині є оригінальний іконостас з часів будівництва церкви та вівтар у стилі рококо. На парапеті хоруші можна бачити цікаві малюнки з життя села. Навколо церкви зведений низький мурик з ламаного каменя. Перед церквою стоїть кам'яна дзвіниця багатої цікавої архітектури з трьома дзвонами. За церквою за муриком знаходиться цвинтар з багатьма могилами, деякі з кириличними написами.
За селом приблизно 2 кілометри по дорозі на кордон є збудована каплиця біля цілющого джерела, де стікаються 3 потоки. Греко-католицька громада на цьому місці святкує відпуст у 9-ий четвер після Великодня за юліянським календарем.

## Демографія
Демографічна структура станом на 31 березня 2011 року:
|          | Загалом | Допрацездатний вік | Працездатний вік | Постпрацездатний вік |
| -------- | ------- | ------------------ | ---------------- | -------------------- |
| Чоловіки | 94      | 25                 | 54               | 15                   |
| Жінки    | 78      | 18                 | 46               | 14                   |
| Разом    | 172     | 43                 | 100              | 29                   |